# Alain-René Lesage
Alain-René Lesage, francoski pisatelj in dramatik, * 6. maj 1668, Sarzeau, † 17. november 1747, Boulogne-sur-Mer.